# Hidroelektrarna Rabenstein
Hidroelektrarna Rabenstein (nemško Kraftwerk Rabenstein) je ena izmed hidroelektrarn v Avstriji, ki leži na reki Muri. Spada pod podjetje Verbund Austrian Hydro Power. 